# Aelurodon
Aelurodon è un genere estinto di mammiferi carnivori, appartenente ai canidi. Visse tra il Miocene medio e superiore (Barstoviano/Clarendoniano, tra 18 e 9 milioni di anni fa). I suoi resti fossili sono stati ritrovati in Nordamerica (Stati Uniti centro-occidentali), suggerendo una vasta distribuzione geografica durante il loro picco massimo del Miocene.

## Descrizione
Questo canide era di dimensioni medio - grandi, e il peso medio doveva aggirarsi tra i 20 e i 40 chilogrammi, ma alcune specie (ad esempio Aelurodon taxoides) divennero gigantesche, della dimensione di un grande felino attuale. Generalmente, la maggior parte degli esemplari adulti di Aelurodon doveva avere un'altezza al garrese di circa 75 centimetri. L'aspetto doveva essere piuttosto simile a quello di un lupo attuale, ma il collo era più corto e così anche le zampe.
Al contrario dei canidi attuali, Aelurodon e i suoi stretti parenti (i borofagini) possedevano ancora un primo dito sulle zampe posteriori, di piccole dimensioni, ma riconoscibile. Il cranio era robusto e dotato di una cresta sagittale piuttosto elevata, che suggerisce la presenza di potenti muscoli delle mascelle. In ciò, la testa di Aelurodon doveva ricordare quella dei canidi attuali maggiormente portati alla caccia, come il licaone e il cuon; in particolare con il licaone, Aelurodon condivideva un palato largo, premolari multicuspidati e carnassiali particolarmente taglienti. Tuttavia, l'aspetto della testa era ancora più massiccio e richiamava in qualche modo quello delle iene attuali. 

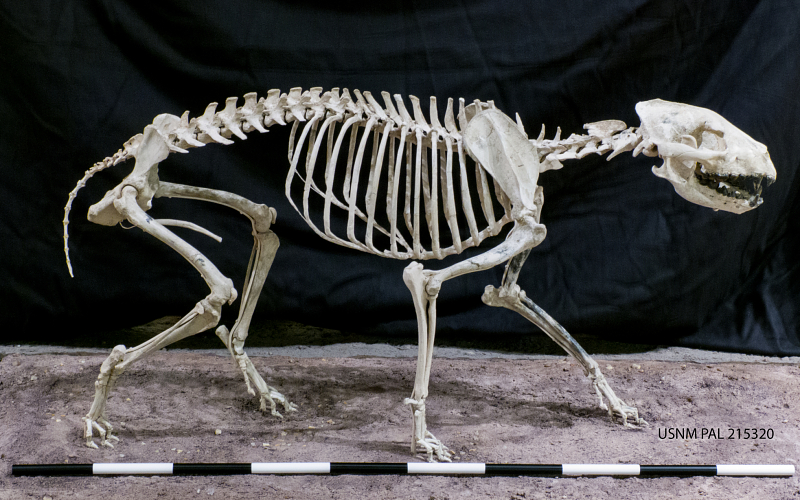
Scheletro di Aelurodon stirtoni

## Classificazione
Aelurodon è stato descritto per la prima volta da Joseph Leidy, che nel 1858 descrisse la specie tipo (Aelurodon ferox). Questo animale era un rappresentante dei borofagini (Borophaginae), un gruppo di canidi estinti dalla dentatura adatta alla frantumazione delle ossa. Aelurodon, in particolare, fu uno dei primi borofagini ad aumentare le dimensioni e ad adottare una specializzazione cranica notevole.
La specie più antica, A. asthenostylus, apparve circa 18 milioni di anni fa ed era di dimensioni medio-piccole. Accanto alle specie di dimensioni modeste (come anche A. stirtoni e A. mcgrewi) dalle tendenze ipercarnivore, si svilupparono forme che aumentarono progressivamente le dimensioni, come la già citata A. ferox e soprattutto A. taxoides, che raggiunse la taglia di un giaguaro.

## Paleoecologia
Aelurodon doveva essere uno dei principali carnivori del suo ecosistema; le somiglianze con gli attuali licaoni e cuon (canidi sociali) fanno supporre che anche le specie di Aelurodon potessero essere cani che praticavano la caccia in branco. Le forme più grosse erano specializzate nel rompere le ossa e nel cibarsi del midollo nutriente. Le specie più piccole forse praticavano la caccia più attiva.

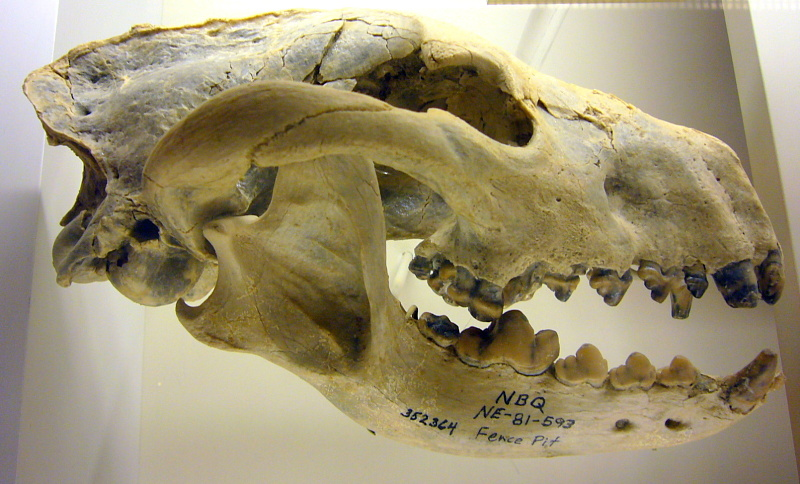
Cranio di Aelurodon ferox

Le varie specie di Aelurodon mostrano un collo insolitamente corto e piegato ad S, con processi vertebrali e sviluppati per l'inserzione dei muscoli del collo; la forma dell'asse suggerisce inoltre l'assenza del legamento nucale (tipico invece dei canidi attuali). Queste caratteristiche, insieme alle zampe più flessibili, corte e muscolose, potrebbero essere state utili a un cacciatore di grosse prede.